# 2920 Automedon
A 2920 Automedon (ideiglenes jelöléssel 1981 JR) egy kisbolygó a Naprendszerben. Edward L. G. Bowell fedezte fel 1981. május 3-án. A Jupiter pályáján keringő Trójai csoport ""Görög" tagja.